# مويسيس غاوتشو
مويسيس غاوتشو (بالبرتغالية: Moisés Wolschik‏) هو لاعب كرة قدم برازيلي في مركز الوسط، ولد في 24 سبتمبر 1994 في Santa Clara do Sul ‏ في البرازيل. لعب مع غريميو بورتو أليغرينزي ونادي لاجيادينزي.

## وصلات خارجية
- مويسيس غاوتشو على موقع قاعدة بيانات كرة القدم.إي يو (الإنجليزية)
- مويسيس غاوتشو على موقع Soccerway.com (الإنجليزية)
- مويسيس غاوتشو على موقع AS.com (الإسبانية)